# Paul Sampson
Paul Christian Sampson (Keighley, 12 luglio 1977) è un ex rugbista internazionale per l'Inghilterra, attivo nel ruolo di estremo.

## Biografia
Campione britannico scolastico dei 100 metri piani con 10"48 si formò rugbisticamente nell'Otley RFC di Leeds nel West Yorkshire e si impose come una degli estremi più veloci del rugby britannico; fu notato da Nigel Melville, all'epoca osservatore per il Wasps, e portato nel club londinese nel 1997.
La sua carriera agli Wasps, se pure ricca di trofei, fu costellata da vari infortuni: nel 2001, alla sua sola terza partita in nazionale, si fratturò una gamba in Canada, e al ritorno dall'infortunio, durante un incontro con l'Inghilterra Seven, si ruppe un ginocchio, spendendo in totale quasi due anni in riabilitazione; nell'ultimo biennio di contratto Sampson fu ceduto in prestito a Bath.
Dopo due brevi esperienze nel rugby a XIII con Wakefield e London Broncos, spese gli ultimi anni di carriera al London Welsh in cui realizzò 55 mete in 123 incontri con cui terminò l'attività nel 2011.
Dopo la fine dell'attività sportiva è divenuto dirigente d'azienda.

## Palmarès
- Premiership: 2
London Wasps: 1996-97, 2002-03
- Coppe Anglo-Gallesi: 2
London Wasps: 1998-99, 1999-2000.
- Challenge Cup: 1
London Wasps: 2002-03.